# Neroth

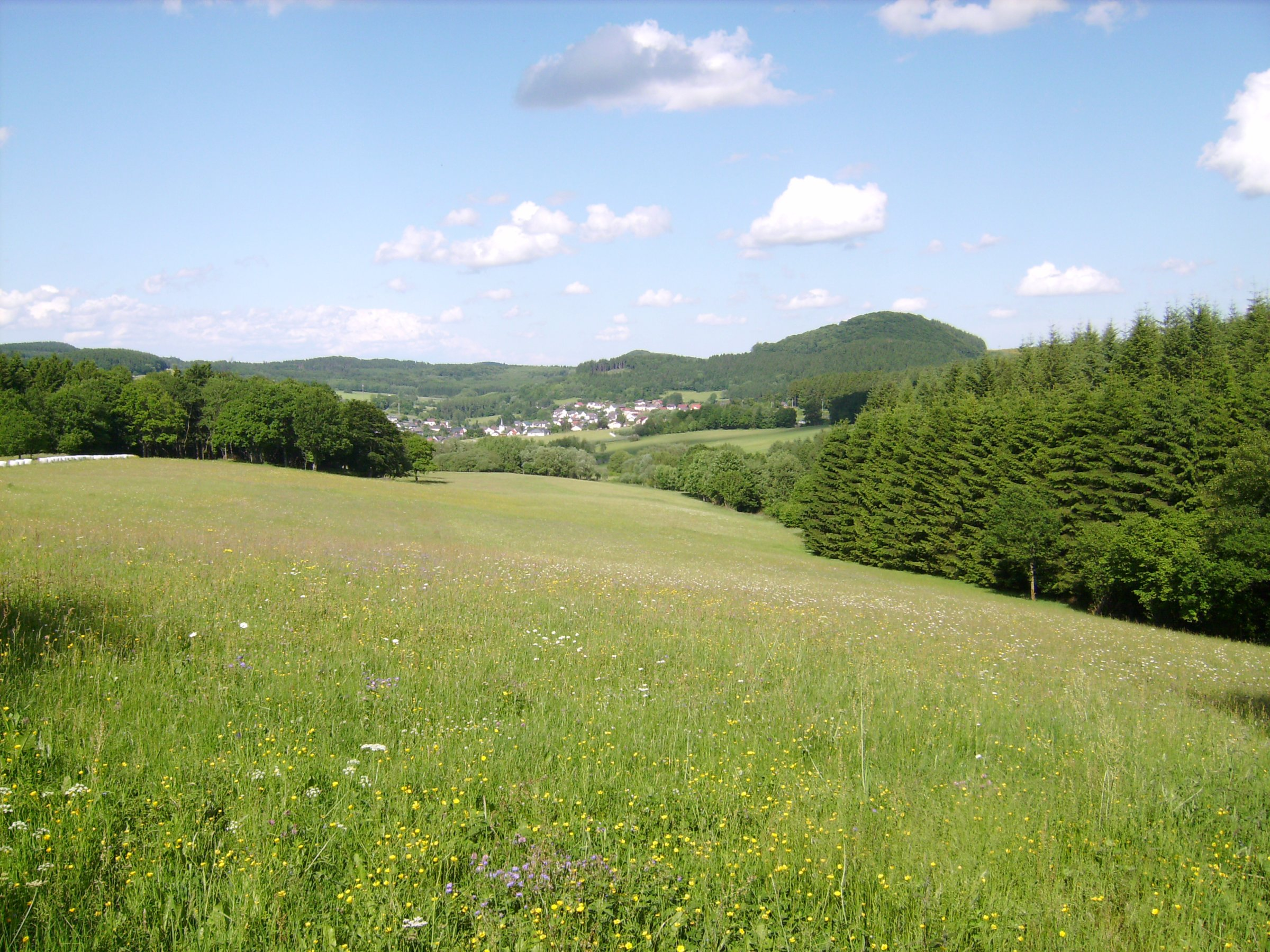
Die Ortschaft überragt vom Nerother Kopf

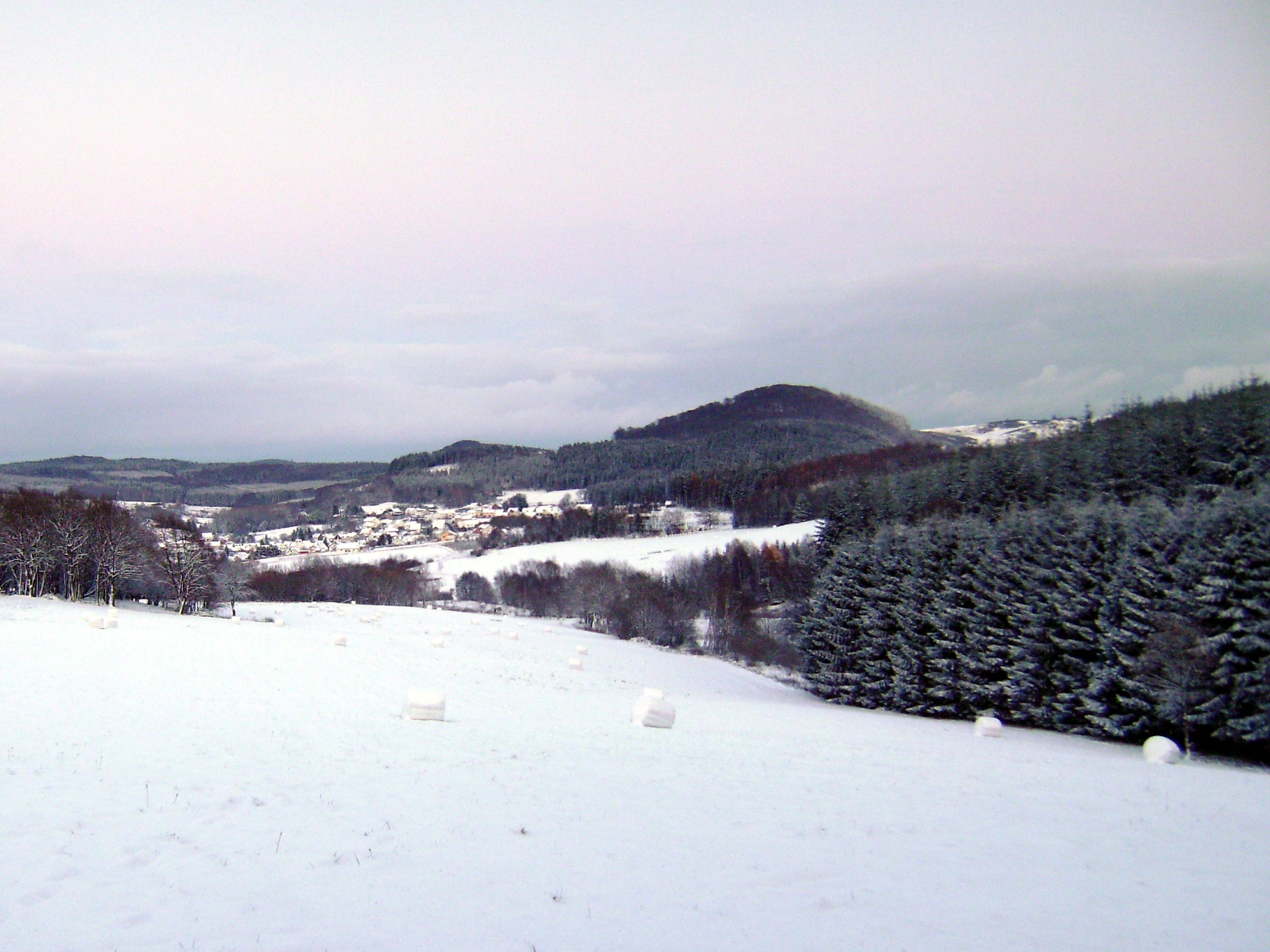
Der fast gleiche Blickwinkel im Winter.

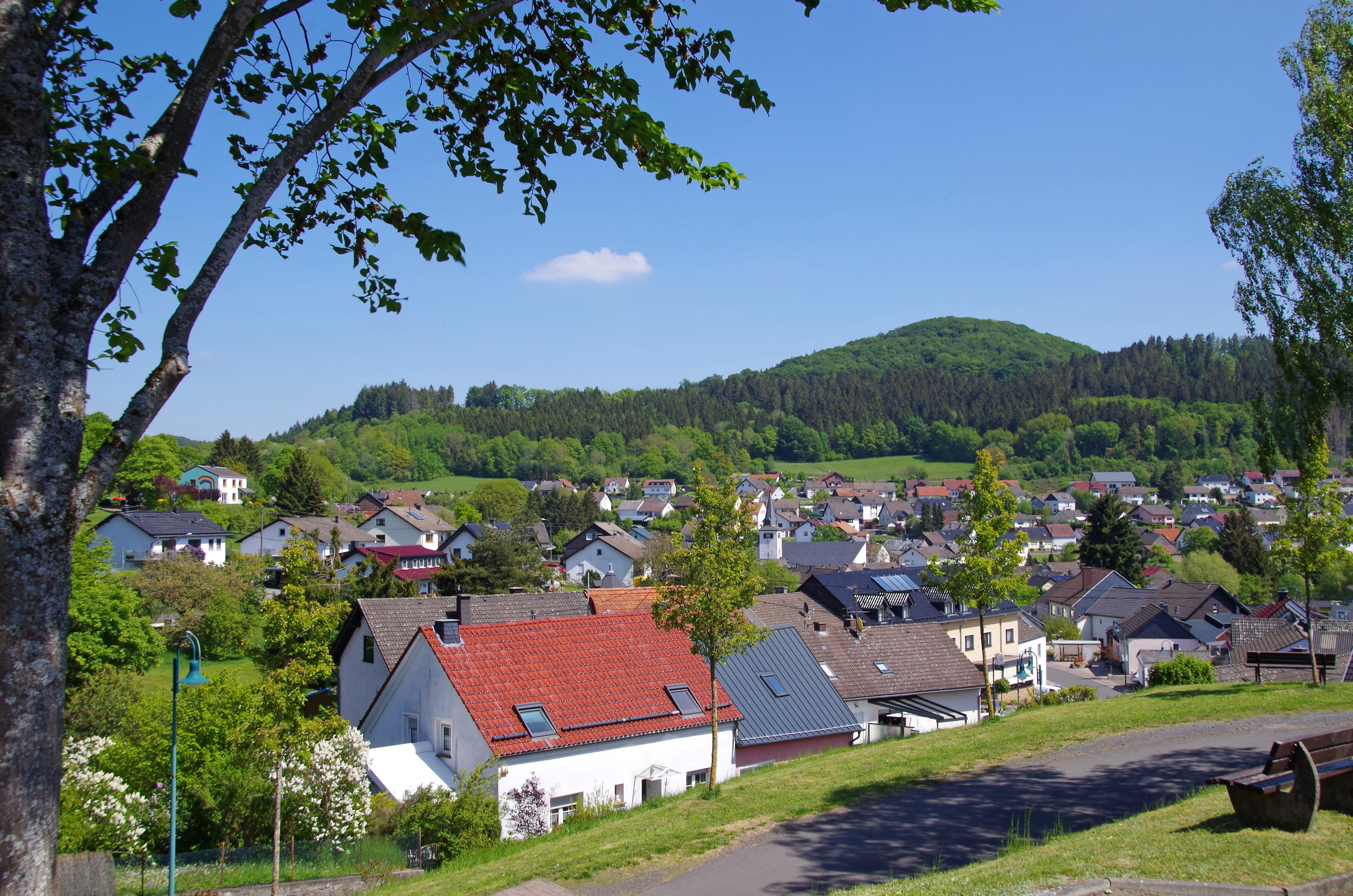
Neroth, Ortslage von Westen

Neroth ist eine Ortsgemeinde im Landkreis Vulkaneifel in Rheinland-Pfalz. Sie gehört der Verbandsgemeinde Gerolstein an.

## Geographische Lage
Neroth liegt am Fuß des Nerother Kopfes (651,7 m) zwischen Daun und Gerolstein im Naturpark Vulkaneifel. Es ist mit diesen Orten über Gemeindestraßen verbunden. Zudem hat Neroth Anteil an den Landschaftsschutzgebieten „Zwischen Ueß und Kyll“ (östlicher Gemeindeteil) und „Gerolstein und Umgebung“ (westlicher Gemeindeteil).

## Geschichte
Neroth gehört, auch aufgrund seines Namens, zur mittelalterlichen Rodungsperiode, die um 1200 abgeschlossen war. Es wurde 1388 erstmals als Niederroth urkundlich erwähnt. Die dazugehörigen Siedlungsplätze Oberroth und Hundswinkel wurden wohl in der darauf folgenden spätmittelalterlichen Wüstungsperiode aufgegeben. Neroth war einst recht bedeutend, es hatte ein Hochgericht, an dem die Herren von Daun und von Ulmen Recht sprachen. Und die Nerother Burg war eine Anlage der Grafen von Luxemburg, später der Kurfürsten von Trier.
Bevölkerungsentwicklung
Die Entwicklung der Einwohnerzahl von Neroth, die Werte von 1871 bis 1987 beruhen auf Volkszählungen:
| Jahr | Einwohner |
| ---- | --------- |
| 1815 | 347       |
| 1835 | 527       |
| 1871 | 586       |
| 1905 | 610       |
| 1939 | 758       |
| 1950 | 766       |

| Jahr | Einwohner |
| ---- | --------- |
| 1961 | 716       |
| 1970 | 874       |
| 1987 | 912       |
| 2005 | 925       |
| 2011 | 862       |
| 2017 | 830       |

## Politik

### Gemeinderat
Der Gemeinderat in Neroth besteht aus zwölf Ratsmitgliedern, die bei der Kommunalwahl am 9. Juni 2024 in einer Mehrheitswahl gewählt wurden, und dem ehrenamtlichen Ortsbürgermeister als Vorsitzendem.

### Ortsbürgermeister
Klaus-Dieter Peters wurde am 23. Juli 2024 Ortsbürgermeister von Neroth. Da für die Direktwahl am 9. Juni 2024 kein Wahlvorschlag eingereicht wurde, oblag die Neuwahl des Bürgermeisters gemäß rheinland-pfälzischer Gemeindeordnung dem Rat, der sich auf seiner konstituierenden Sitzung einstimmig für Klaus-Dieter Peters entschied.
Sein Vorgänger Egon Schommers war von 1991 bis 2024 Ortsbürgermeister von Neroth. Die Ortsgemeinde hat ihm für seine besonderen Verdienste im Juli 2024 das Ehrenbürgerrecht der Ortsgemeinde verliehen.

### Wappen
| Wappen von Neroth | Blasonierung: „Zwischen einem durch Zinnenschnitt von Gold und Rot geteilten Schildhaupt und einem grünen Fünfberg, darin eine silberne Mausefalle, in Gold eine rote Waage“ |
| Wappen von Neroth | Wappenbegründung: Der gold-rote Zinnenschnitt im Schildhaupt symbolisiert die von Johann von Böhmen errichtete Burg auf dem Nerother Kopf. Die Waage steht für das Nerother Hochgericht. 1677 werden als gemeinsame Gerichtsherren Graf Nikolaus zu Daun, Haust von Ulmen und Zant von Merl genannt. Fünf markante vulkanische Erhebungen (Berge) umrahmen den Ort. Aus diesem Grunde wurde der Fünfberg aufgenommen. Die silberne Mausefalle weist auf die Drahtwarenindustrie als Erwerbsgrundlage im 19. Jahrhundert und auf das einmalige Mausefallenmuseum der Gemeinde hin. |

## Öffentliches Leben
Bereits seit 1910 gibt es in Neroth eine Freiwillige Feuerwehr, die – wie oftmals im ländlichen Raum in Deutschland – durch die Einbindung der Bevölkerung einen wichtigen Bestandteil des öffentlichen Lebens einnimmt. Erst in viel späteren Jahren wurden die verschiedenen in Neroth existierenden Sportvereine gegründet.

## Kultur und Sehenswürdigkeiten

### Sehenswürdigkeiten
Auf dem nahe gelegenen Berg Nerother Kopf befindet sich die Freudenkoppe, eine Burgruine mit in der Nähe liegender Mühlsteinhöhle. In dieser wurde in der Silvesternacht 1919/20 der Nerother Wandervogel gegründet.
Siehe auch: Liste der Kulturdenkmäler in Neroth

### Mausefallen
Die Eifel war im 19. Jahrhundert eine Landschaft großer Armut, auch verursacht durch die Realerbteilung, die die landwirtschaftliche Erwerbsgrundlage zusehends verkleinerte. Die Landwirtschaft war äußerst karg. Gewerbliche und handwerkliche Verdienstmöglichkeiten waren gering. Neroth war unter den Dörfern der Eifel insofern keine Ausnahme. Ein Teil der eingesessenen Dorfbevölkerung betrieb daher Nebengewerbe wie den Hausierhandel mit geschnitzten Löffeln oder Korbwaren. Bei einem weiteren, kleinen Teil handelte es sich um zugezogene und ortsfest werdende jenische Hausierhändler und Flickhandwerker. So waren die Voraussetzungen für den Einstieg in die handwerkliche Produktion und in den Vertrieb eines viel verlangten Gegenstands, der Mause- und Rattenfalle, gegeben, den ein damaliger Lehrer aus Neroth für die Menschen seines Dorfes als Ausweg aus der Existenznot um die Mitte des Jahrhunderts konzipierte.
Viele der ärmeren Bewohner – jenische und nichtjenische – betrieben in der Folge einen Hausierhandel mit Drahterzeugnissen, darunter Mausefallen. Im Ergebnis verbesserte sich die Lebenssituation vieler Familien deutlich. Hergestellt wurden die Drahtwaren hauptsächlich von Frauen in Heimarbeit. Die Männer verkauften die Fallen als fahrende Händler. Dabei gelangten die „Musfallskrämer“ weit über die Grenzen der heutigen Bundesrepublik bis nach Polen und in die tschechische Republik. Die Hausierer benutzten zur Verständigung untereinander eine Geheimsprache, das Jenisch. Die zunehmende Industrialisierung erschwerte das Geschäft ab Beginn des 20. Jahrhunderts jedoch zusehends, bis es 1970 ganz zum Erliegen kam. Die hergestellten Drahtwaren konnten sich zu jeder Zeit mit industriellen Fertigprodukten messen oder waren sogar von höherer Qualität, durch die Handarbeit bei ihrer Herstellung wurden sie in Zeiten gestiegener Löhne jedoch zu teuer. Kennzeichen war der „aufgebundene Draht“. Das heißt, die Drähte wurden an Kreuzungspunkten mit einem feineren Draht umwickelt. Heute befindet sich in Neroth das Mausefallenmuseum und dokumentiert die Arbeit und das einfache Leben der Mausefallenmacher. Weiterhin existiert ein Buch und ein Dokumentarfilm zu diesem Thema.

## Tourismus
Seit den 1960er Jahren befindet sich in Neroth ein mittelgroßer Hotelbetrieb. Durch Kontakte des Nerother Musikvereins gehören dort niederländische Touristen zu den regelmäßigen Gästen.
Seit 2009 führen etliche Kilometer der 10. Etappe des neuen Eifelsteigs von Gerolstein nach Daun durch den Ort, wobei diese ziemlich genau die Mitte der Etappe bilden. In der Folge wurde ein örtliches Restaurant mit wenigen Gästezimmern ebenfalls zu einem Hotel erweitert.

## Kuriosum: Ein Luxemburger als Lehrer in Neroth im Kriegsjahre 1942
Der ehemalige Direktor des Luxemburger Nationalarchivs Paul Spang hat im Jahre 1942 eine kurze Zeit lang als Vertretungslehrer an der Volksschule in Neroth unterrichtet. Spang hatte im Juli 1941 das Abitur in seiner Heimatstadt Echternach im damals von Nazi-Deutschland besetzten Großherzogtum Luxemburg bestanden. Der Zugang zum Universitätsstudium blieb ihm aber versperrt, da hierzu ein eindeutiges Bekenntnis zum Deutschtum und eine freiwillige Meldung zum "freiwilligen" Arbeitsdienst verlangt waren, zwei Voraussetzungen, die Spang nicht erfüllte. Der Besuch der Volksschullehrerbildungsanstalt in Ettelbrück wurde ihm allerdings nicht verwehrt, und so entschloss er sich Volksschullehrer zu werden, ein Studienweg, der ihn schließlich nach Neroth führen sollte, aber nicht verhindern konnte, dass er im Oktober 1942 in den Reichsarbeitsdienst eingezogen und danach als Zwangsrekrutierter in der deutschen Wehrmacht an die Ostfront kam. Nach dem Zweiten Weltkrieg hat Spang dann sein Universitätsstudium doch antreten können, wurde Professor am Echternacher Gymnasium und später Direktor des Nationalarchivs.
Mit Neroth, wo er bei der Familie Felix Klaus einquartiert war, hat er positive Erinnerungen verknüpft: “In Neroth, auf historisch luxemburgischem Territorium, gab es nur eine Hakenkreuzfahne, und die lag auf dem Speicher der Schule. Hier waren alle freundlich mit mir und ich durfte sogar mit Pfarrer Schelian spazieren gehen, trotzdem dieser auf Geheiß der Gestapo das Ortsgebiet nicht verlassen durfte.”

## Ehrenbürger
- 2024: Egon Schommers,  Ortsbürgermeister von 1991 bis 2024[5]